# Andrea Agnelli
Andrea Agnelli (pronunciació italiana: [andrɛːa aɲɲɛlli]; nascut el 6 de desembre de 1975, a Torí) és un empresari italià i expresident de club de futbol italià Juventus FC. Des de 2012, també és membre executiu i president de l'Associació Europea de Clubs, i el 2015 va ser nomenat membre de Comitè Executiu de la UEFA. És membre de la família industrial Agnelli. També és membre del consell d'administració d'Stellantis i Exor.

## Primers anys de vida
Agnelli és fill del difunt president de la Juventus F.C. i senador de la República Italiana Umberto Agnelli, conseller delegat de FIAT del 1970 a 1976, i de Donna Allegra Caracciolo di Castagneto, cosina germana de Marella Agnelli, nascuda amb el nom de Donna Marella Caracciolo di Castagneto i filla de Filippo Caracciolo, 8è Príncep de Castagneto, 3r duc de Melito, i patrici hereditari de Nàpols (1903-1965). Tant Marella, vídua de l'oncle d'Agnelli, Gianni, com Allegra i, per tant, Andrea, són membres d'una antiga família noble napolitana que ostenta els títols de Príncep de Castagneto i Duc de Melito, entre d'altres.
Andrea va ser l'últim membre masculí de la família que va portar el cognom Agnelli fins al naixement del seu fill Giacomo. Va estudiar a St Clare's a Oxford (no és un col·legi de la universitat), Anglaterra, i després a la Universitat Bocconi de Milà.

## Carrera
Després de la universitat, Agnelli va començar la seva carrera en el món empresarial a Anglaterra i França, en empreses com Iveco i Auchan Hypermarché. També va passar diversos anys a Suïssa treballant en màrqueting i desenvolupament per a Ferrari Idea S.A. i Philip Morris International, amb seu a Lausana.

### Juventus FC
El maig del 2010 va ser nomenat president del consell d'administració de la Juventus pel seu cosí primer John Elkann, convertint-se en el quart membre de la família Agnelli que dirigia el club de futbol després del seu pare, el seu oncle i el seu avi. Elkann havia estat criticat pels aficionats de la Juventus pels mals resultats del club durant la temporada 2009-10 i molts ultres van veure Agnelli com l'hereu "legítim" a causa de la llarga associació de la seva família amb el club. Tot i entrar en el càrrec durant un període en què el club encara estava enfrontant-se a les conseqüències del famós escàndol de Calciopoli, se li atribueix el mèrit d'haver supervisat la transició de el club a el nou estadi i d'haver equilibrat les seves finances arran de la recessió que estava assolant Itàlia. Un dels seus primers actes com a nou president va ser el nomenament de Giuseppe Marotta com a Director Esportiu de la Sampdoria i de Luigi Delneri com a nou entrenador.
El 22 de maig de 2011, va nomenar a l'excapità i favorit dels aficionats Antonio Conte com a nou entrenador de la Juventus, en substitució de Delneri. La mateixa temporada la Juventus va guanyar el primer scudetto invicte amb Agnelli a la banqueta. Des de llavors, la Juventus va guanyar nou scudetti consecutius a partir del 2019-2020, un rècord en la Sèrie A, incloent quatre títols de Coppa Italia seguits des del 2014-15.
El 8 de setembre de 2015, Agnelli va ser reelegit com a membre de la junta directiva de l'Associació Europea de Clubs, càrrec que ocupa des del 2012. També va ser nomenat pel consell executiu per formar part del Comitè Executiu la UEFA en nom de l'associació, per representar els seus 220 clubs membres al costat del president reelegit Karl-Heinz Rummenigge per al període de 2015-17.
L'abril de 2021, Agnelli va renunciar als seus càrrecs com a president de l'ECA i del comitè executiu de la UEFA, per convertir-se en vicepresident de la Superliga Europea de Futbol.
El 29 de novembre de 2022, la junta directiva encapçalada per Agnelli, va dimitir per les investigacions a què estan sent sotmesos per un possible delicte de falsedat comptable.
Agnelli deixa la Juventus FC després de 12 anys al capdavant de la presidència del club, que havien dirigit abans el seu avi, el seu oncle i el seu pare, però en una carta de comiat dirigida als socis, assegura que seguirà treballant pel futbol, referint-se sense mencionar-ho a la Superlliga, que pot quedar tocada després d'aquesta dimissió.

### Problemes legals
El 2014, alguns dels alts directius de la Juventus, inclòs Agnelli, van ser investigats per la fiscalia de Torí sobre la gestió de les entrades al Juventus Stadium, sobre la presumpta infiltració de la 'Ndrangheta en la gestió comercial de les entrades de l'empresa; els ministres públics de Torí no van formalitzar càrrecs penals contra la Juventus o els seus membres, tancant la investigació tres anys després amb una sol·licitud d'arxivament, ja que no es van trobar vincles entre la direcció de la Juventus i els grups i/o persones individuals implicades en el crim organitzat. El 18 de març de 2017, després de l'obertura d'una querella per part d'un fiscal de la Fiscalia de Torí, Agnelli va ser citat pel Fiscal General de la FIGC juntament amb altres tres directius del club. El 15 de setembre següent, la FIGC va reformular les seves acusacions, excloent una presumpta associació mafiosa dels membres del club incriminats després de la intervenció del fiscal Giuseppe Pecoraro davant la Comissió Antimàfia a l'abril; el fiscal va demanar sancions per a les reunions d'Agnelli amb grups ultra i la venda de les entrades per la resta dels delinqüents més enllà del límit permès per persona (afavorint així la revenda d'entrades). El 25 de setembre, Agnelli va ser inhabilitat per un any i multat amb 20.000 euros, mentre que la Juventus va rebre una multa de 300.000 euros per la venda d'entrades a ultres, tot i que les suposades connexions amb el crim organitzat no constaven en la sentència. El 18 de desembre, se li va aixecar la inhabilitació, però se li va imposar una multa de 100.000 euros, mentre que la multa contra el club es va duplicar fins als 600.000 euros.

## Vida personal
El 27 d'agost de 2005 es va casar amb Emma Winter en una cerimònia catòlica a Villar Perosa (Piemont, Itàlia) a l'església de San Pietro in Vincoli. El banquet de noces es va celebrar a Villa Agnelli, la finca de Donna Marella Agnelli a Villar Perosa. La parella té dos fills: Baya Agnelli (nascut el 24 de maig de 2005 a Torí) i Giacomo Dai Agnelli (nascut el 16 de desembre de 2011 a Torí).